# Route nationale 4 (Mali)
Pour les articles homonymes, voir Route nationale 4.
La RN4 est une autoroute du Mali qui démarre à Didiéni à la sortie de la RN1 et se termine à Nara à la frontière avec la Mauritanie,. Il mesure 176 kilomètres de long.